# Velvia
Velvia，中文（普通話）音譯為维尔维亚是富士胶片株式会社生产的一系列彩色反转片的统称。它的名称来源于富士公司早年生产的Fujichrome彩色反转片代号，与另一系列普罗维亚形成互补的市场关系。

## 基本介绍
富士胶片公司于1990年3月，向市面推出了Fujichrome Velvia（代号RVP）的日光型彩色反转胶片。此款摄影胶片基于1983年3月推出的Fujichrome Professional D（ISO 50）型日光反转片的乳剂配方设计，与其有相同的感光度及色温。
2003年6月，富士胶片公司公司发布了两款新型彩色反转胶片，分别为Fujichrome Velvia 100F与Fujichrome Velvia 100。至此，Velvia系列共有三种不同特性的摄影胶片可供选择。这两款胶片的特性源于富士公司于1978年10月推出的Fujichrome 100 Professional Type D (ISO 100)日光反转胶片，以及后继于1983年3月推出的Fujichrome 100 Professional D。富士公司基于这两款胶片的色温、色阶曲线研发了新一代的Velvia摄影胶片。同年6月，Fujichrome Velvia 100F获得了欧洲影像及音乐协会（EISA）的年度影音产品大奖与欧洲技术影像出版协会（TIPA）颁发的奖项。同年6月，富士胶片公司推出了Fujichrome彩色反转片的新品Astia 100F，与Velvia 100、Velvia 100F并列，应用了富士公司最新改良的色彩再现性、影像质量与染料保存寿命相关技术。
由于受到某些方面影响造成产品原材料供应困难，富士胶片公司于2006年2月宣布终止Fujichrome Velvia胶片生产。同系列的Fujichrome Velvia 100F与Fujichrome Velvia 100两款产品不受此次原材料供应影响。
2007年3月15日，富士胶片公司发布了Fujichrome Velvia胶片的后继产品Fujichrome Velvia 50，该款胶片提供120、220以及不同尺寸的大画幅页片等形式。同年11月22日，富士胶片公司宣布该款Fujichrome Velvia 50的盒装135胶卷将在12月16日正式发售。
同年4月，为了纪念该款胶片在摄影界的贡献，富士胶片将其在1949年至1969年作为原总部的建设用地。委托三井不动产公司重新开发成商业设施，并命名为“银座Velvia馆”（东京都中央区银座2-4-6）。
为了符合日本《化学物质审查规制法》在2010年4月1日最新修正条例的要求，富士胶片公司修改了该款胶片的成分配方。该法律将作为表面活性剂使用的全氟辛烷磺酸（PFOS）列为怀疑具有慢性毒性的第一类监视物质，因此，富士胶片公司并发布了过往含有PFOS成分产品的一系列详细信息供使用者参考。富士公司表示于2000年9月至2006年2月制造的Fujichrome Velvia彩色反转片与2007年2月至2010年2月制造的Fujichrome Velvia 50彩色反转片含有PFOS成分。

## 主要产品

### Velvia 50
维尔维亚 50（日语：ベルビア50）是富士胶片公司于2007年4月15日推出的新款彩色反转胶片。

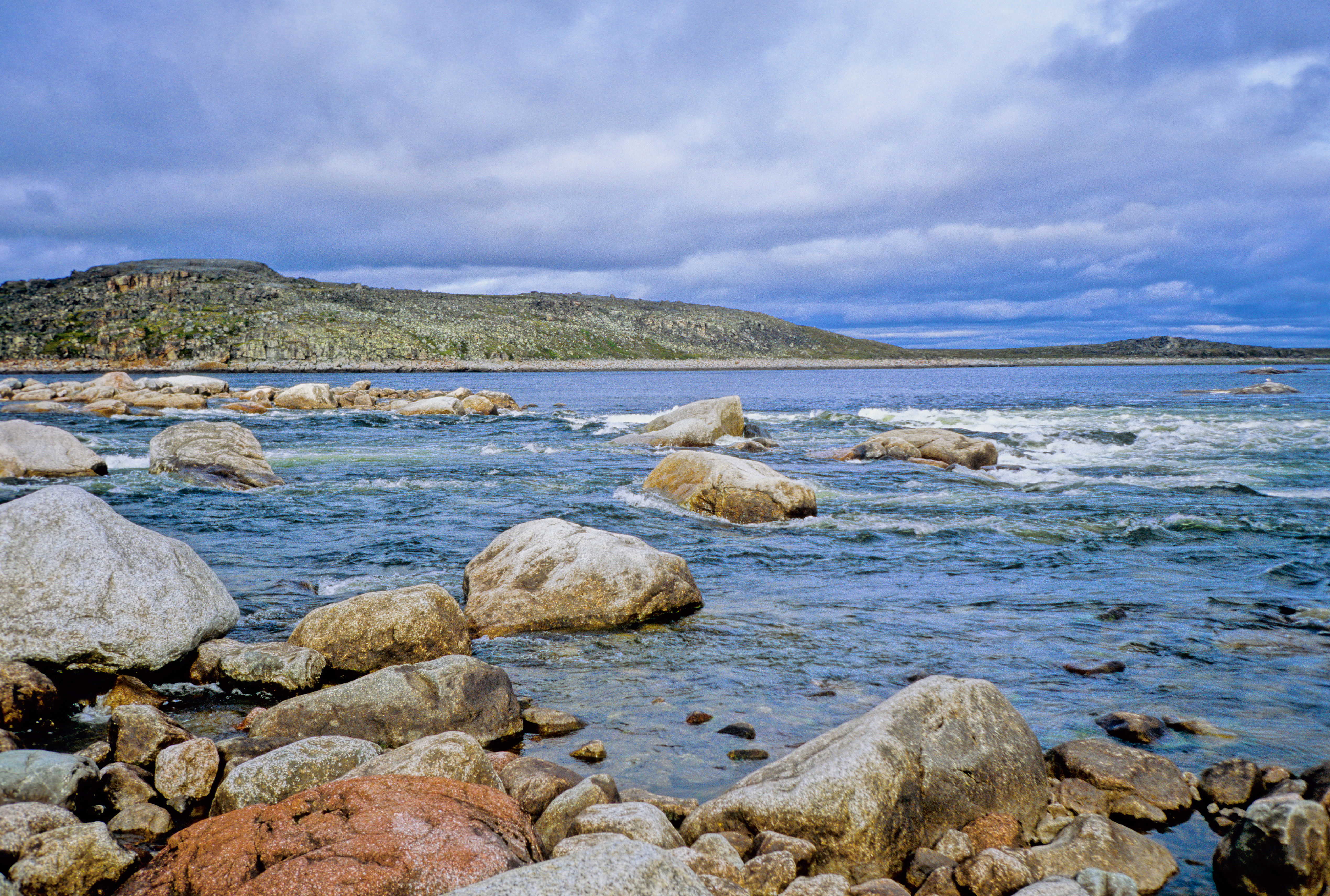
使用Velvia 50日光反转胶片拍摄的照片。

该产品作为2006年2月中止生产的Fujichrome Velvia之后续产品，富士胶片公司称，前者停产系由于生产材料采购困难，使用改进型配方能够尽可能地还原其色调、色阶特性。
在标准的冲洗条件下，该款胶片的RMS颗粒为9，具有较高的锐度。其色阶曲线增强了红、绿色感光染料的成像密度，这一举措有助于增强自然风光摄影、夕阳摄影主题中红绿色调的饱和度。在荧光灯光源下拍摄该款胶卷，总体色调会倾向于偏绿。
Velvia 50为日光型胶片，若在钨丝灯光源下使用则需要蓝色系的Wratten Filter No.80色温变换滤镜（原厂建议型号为富士 LBB-12）。
Velvia 50胶卷使用三乙基纤维素作为胶片片基成分，不同规格的片基厚度则各不相同。120底片尺寸的Velvia 50因具有背纸，片基厚度为0.098mm；135底片则为0.127mm；4×5寸、5×7寸、8×10寸与11×14寸等单张大画幅页片使用聚酯片基，具有较厚的0.175mm片基厚度。
与其它Fujichrome彩色反转胶片一样，Velvia 50F使用富士CR-56冲洗工艺，其大致等同于柯达为其Ektachrome系列设计的E-6冲印处理化学步骤。
2010年4月1日，富士胶片公司公布了在2007年2月至2010年2月期间制造的Velvia 50胶片产品含有《化学物质审查规制法》中所列举的第一类监视物质全氟辛烷磺酸(PFOS)。自同年4月起，富士公司改进了胶片生产工艺配方，不再使用PFOS作为表面活性剂。
Velvia 50胶片在第三方经销商重新改良后可以作为业余爱好者使用的小型电影胶片。如德国公司Wittner Cinetec使用Velvia 50作为原材料生产的“Wittner Chrome V50D”系列的8毫米电影胶片与超8电影胶片；以及日本Retro Enterprise与德国GK Film公司共同推出的“Cinevia 50D”8毫米电影胶片与超8电影胶片。

### Velvia 100F
维尔维亚 100F（日语：ベルビア100F）是富士胶片公司于2003年推出的新款彩色反转胶片。

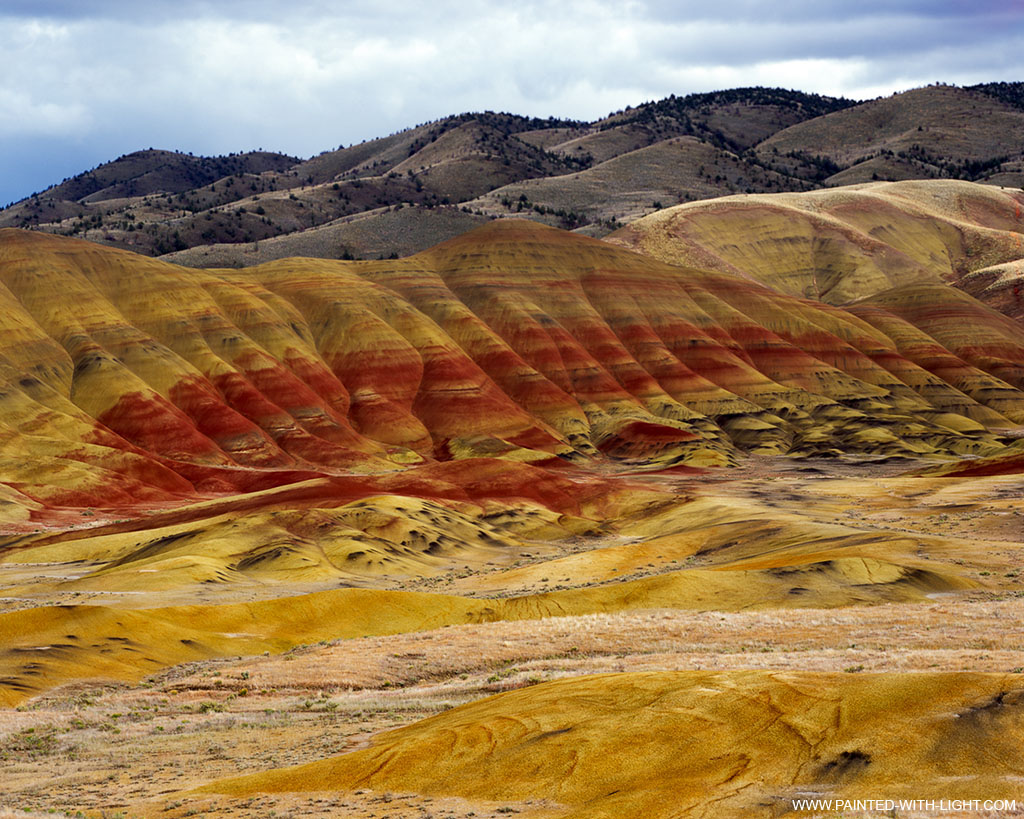
使用Velvia 100F日光反转胶片拍摄的照片。

在标准的冲洗条件下，该款胶片的RMS颗粒为8，具有较高的锐度。其色阶曲线增强了高光范围红、绿色感光染料的成像密度，其余范围则将色偏控制在最小值。这样体现的色彩还原能力有助于增强自然风光摄影、商业摄影与记录摄影主题中鲜艳的色彩明度需求。在荧光灯光源下拍摄该款胶卷，总体色调相较于Velvia 50更不容易偏绿。富士公司改良了该款胶片的染料保存寿命，防止在长时间保存下褪色；与Fujichrome Velvia相比具有约2-3倍的保存时间。
Velvia 100F胶卷使用三乙基纤维素作为胶片片基成分，不同规格的片基厚度则各不相同。120底片尺寸的Velvia 100F因具有背纸，片基厚度为0.098mm；135底片则为0.127mm；4×5寸、5×7寸、8×10寸等单张大画幅页片使用聚酯片基，具有较厚的0.175mm片基厚度。
与其它Fujichrome彩色反转胶片一样，Velvia 100F使用富士CR-56冲洗工艺，其大致等同于柯达为其Ektachrome系列设计的E-6冲印处理化学步骤。
该产品在发售当年6月获得了欧洲影像及音乐协会（EISA）的年度影音产品大奖与欧洲技术影像出版协会（TIPA）颁发的奖项。
富士胶片公司宣布将于2017年3月停止生产所有格式的Velvia 100F彩色反转片。

### Velvia 100
维尔维亚 100（日语：ベルビア100）是富士胶片公司于2003年推出的新款彩色反转胶片。

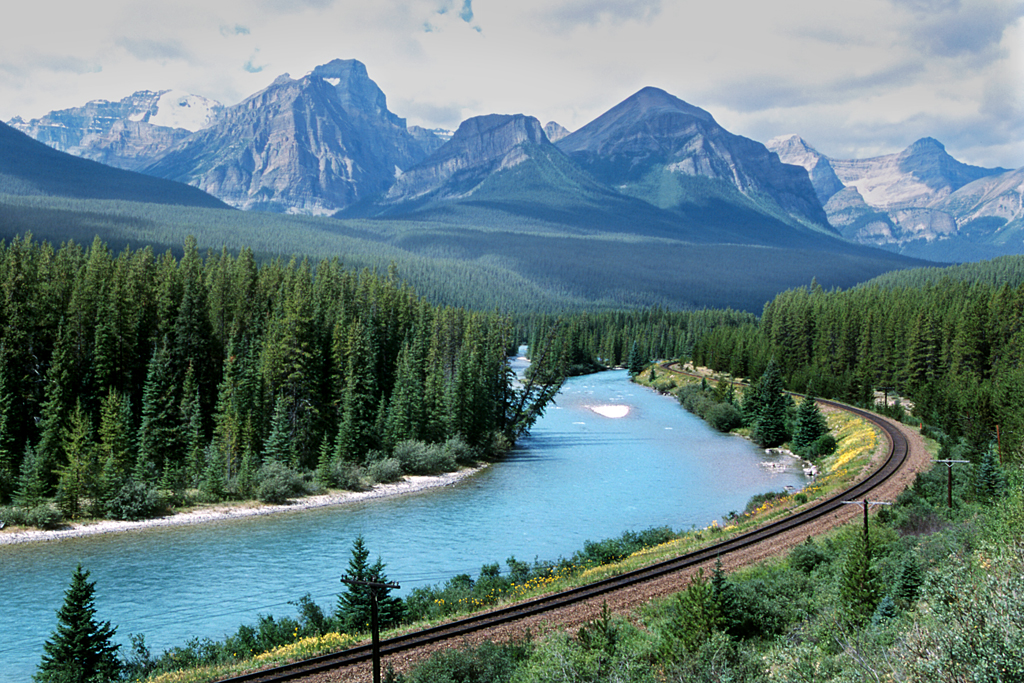
使用Velvia 100日光反转胶片拍摄的照片。

在标准的冲洗条件下，该款胶片的RMS颗粒为8，具有较高的锐度。其色阶曲线增强了高光范围红-绿色感光染料的成像密度，对红、绿色更高的色彩还原能力有助于突出自然风光摄影绿色色调，以及夕阳摄影中红色色调。该款胶片的色调特性更接近Velvia 50而非Velvia 100F，但其在荧光灯光源下的适用性与上述两款胶卷略有不同。若在荧光拍摄该款胶卷，总体色调相较于Velvia 50略微不容易偏绿。富士公司改良了该款胶片的染料保存寿命，防止在长时间保存下褪色；与Fujichrome Velvia相比具有约2-3倍的保存时间。
Velvia 100胶卷使用三乙基纤维素作为胶片片基成分，不同规格的片基厚度则各不相同。120底片尺寸的Velvia 100因具有背纸，片基厚度为0.098mm；135底片则为0.127mm。
与其它Fujichrome彩色反转胶片一样，Velvia 100使用富士CR-56冲洗工艺，其大致等同于柯达为其Ektachrome系列设计的E-6冲印处理化学步骤。

## 数字时代胶片模拟
富士胶片公司在2009年之后推出的数码相机中均搭载“胶片模拟”模式，使用者能够将数码相机的拍摄照片后期模拟Velvia系列胶卷的鲜艳色调、强对比度与高画面反差。

## 脚注
1. ↑  RD. . 影像视觉. 2011年10月, (10): 76-79  [2019-01-13]. （原始内容存档于2019-01-13）.
2. ↑  . 富士フイルム.   [2012-01-30]. （原始内容存档于2013-12-27）.。
3. 1 2  . 富士写真フイルム.   [2012-01-30]. （原始内容存档于2010-03-07）.
4. ↑   (PDF). 富士写真フイルム. 2004-06-30  [2012-01-30]. （原始内容 (PDF)存档于2013-06-05）.
5. ↑  . 富士写真フイルム.   [2012-01-30]. （原始内容存档于2012-05-25）.
6. ↑  tipa.com （页面存档备份，存于）, Template:仮リンク, 2012年1月30日閲覧
7. 1 2  . 富士フイルム.   [2012-01-30]. （原始内容存档于2010-06-30）.
8. ↑  新カラーリバーサルフィルム フジクローム「Velvia 100F/100」「ASTIA 100F」の開発、富士写真フイルム、2012年1月30日閲覧
9. 1 2 3  フジクローム「Velvia50」プロフェッショナル(ブローニーサイズ、シートサイズ)新発売 （页面存档备份，存于）、富士フイルムイメージング、2007年3月15日付、2012年1月30日閲覧
10. ↑  . 富士フイルムイメージング. 2007-11-22  [2012-01-30]. （原始内容存档于2016-08-16）.。
11. 1 2  文化を育み幅広く人々へ価値を提供 （页面存档备份，存于）、富士フイルム、2012年1月30日閲覧。
12. ↑  富士フイルム、銀座二丁目の旧本社跡地に新たな都市型商業テナントビル「銀座Velvia(ベルビア)館」平成19年4月19日(木)オープン 個性的な全33店舗の出店が決定 （页面存档备份，存于） - 三井不動産 2007年1月18日
13. ↑  2013年3月以降、ベルビア館の土地建物とも銀座プライムリテールファンド合同会社に所有権が移されている。【売買】銀座ベルビア館の底地を売却、富士フイルム （页面存档备份，存于） - ケンプラッツ（日経BP社）2013年8月19日
14. ↑  富士フイルムのあゆみ 2005年 （页面存档备份，存于）、富士フイルム、2012年1月30日閲覧。
15. 1 2 3  PFOSを含有する業務用写真撮影フィルムのお知らせ （页面存档备份，存于）、富士フイルム、2012年1月31日閲覧。
16. 1 2 3 4 5  ベルビア50 データシート、富士写真フイルム、2012年1月30日閲覧。
17. 1 2 3 4 5 6  ベルビアシリーズの性能・特長、富士フイルム、2012年1月30日閲覧。
18. ↑  Super8 - 15m Kassetten （页面存档备份，存于） （德文）, ヴィットナー・シネテック、2012年1月30日閲覧。
19. ↑  スーパー8フィルム （页面存档备份，存于）、レトロエンタープライズ、2012年1月30日閲覧。
20. ↑  . レトロエンタープライズ.   [2012-01-30]. （原始内容存档于2011-08-24）.
21. 1 2  ベルビア100F データシート、富士写真フイルム、2012年1月30日閲覧。
22. ↑  写真フィルム 一部製品の価格改定および販売終了のご案内 （页面存档备份，存于）、富士フイルム、2015年7月10日。
23. 1 2 3 4  ベルビア100 データシート、富士写真フイルム、2012年1月30日閲覧。